# 茶与町
茶与町（ちゃよまち）は、三重県松阪市の町名。2015年（平成27年）10月1日現在の面積は0.063519611km2。

## 地理
松阪市北東部、松阪市の中心市街地南部に位置する。東端を国道42号が縦断する。北は湊町（飛地）・長月町、東は南町・春日町一丁目、南から西にかけて大黒田町、北西は白粉町と接する。隣接する町のうち、長月町・南町・春日町は茶与町とともに元は松阪市大字垣鼻の一部であった。

## 沿革
元は松阪市大字垣鼻の一部であった。
- 1889年（明治22年）4月1日 - 町村制の施行により、飯高郡神戸村大字垣鼻となる。
- 1896年（明治29年）4月1日 - 飯高郡が飯野郡と合併し、飯南郡神戸村大字垣鼻となる。
- 1931年（昭和6年）4月5日 - 神戸村が松阪町に編入され同町が市制施行、松阪市大字垣鼻となる。
- 1953年（昭和28年）5月1日 - 大字垣鼻から分離し、松阪市茶与町となる[2]。

### 町名の変遷
| 実施後 | 実施年月日               | 実施前                                                               |
| ------ | ------------------------ | -------------------------------------------------------------------- |
| 茶与町 | 1953年（昭和28年）5月1日 | 大字垣鼻の一部（字 丸公部の全域、字 上石川のうち電車軌道を含み北側） |

## 世帯数と人口
2019年（令和元年）9月1日現在の世帯数と人口は以下の通りである。
| 町丁   | 世帯数  | 人口  |
| ------ | ------- | ----- |
| 茶与町 | 182世帯 | 343人 |

### 人口の変遷
1980年以降の人口の推移。なお、1990年以後は国勢調査による推移。
| 1980年（昭和55年） | 746人 | [ 9 ]  |  |
| 1990年（平成2年）  | 542人 | [ 12 ] |  |
| 1995年（平成7年）  | 463人 | [ 13 ] |  |
| 2000年（平成12年） | 409人 | [ 14 ] |  |
| 2005年（平成17年） | 382人 | [ 15 ] |  |
| 2010年（平成22年） | 346人 | [ 16 ] |  |
| 2015年（平成27年） | 283人 | [ 17 ] |  |

### 世帯数の変遷
国勢調査による世帯数の推移。
| 1980年（昭和55年） | 257世帯 | [ 9 ]  |  |
| 1990年（平成2年）  | 224世帯 | [ 12 ] |  |
| 1995年（平成7年）  | 212世帯 | [ 13 ] |  |
| 2000年（平成12年） | 197世帯 | [ 14 ] |  |
| 2005年（平成17年） | 180世帯 | [ 15 ] |  |
| 2010年（平成22年） | 166世帯 | [ 16 ] |  |
| 2015年（平成27年） | 137世帯 | [ 17 ] |  |

## 学区
市立小・中学校に通う場合、学区は以下の通りとなる。
| 番・番地等 | 小学校             | 中学校             |
| ---------- | ------------------ | ------------------ |
| 全域       | 松阪市立第二小学校 | 松阪市立殿町中学校 |

## 経済
2015年（平成27年）の国勢調査による15歳以上の就業者数は141人で、産業別では多い順に卸売業・小売業（35人・24.8%）、製造業（19人・13.5%）、医療・福祉（14人・9.9%）、サービス業（12人・8.5%）、生活関連サービス業・娯楽業（9人・6.4%）となっている。2014年（平成26年）の経済センサスによると、茶与町の全事業所数は23事業所、従業者数は52人である。具体的には卸売業・小売業と生活関連サービス業が各6、製造業が3、建設業、飲食店、宗教が各2、不動産賃貸業・管理業、教育・学習支援業が各1事業所となっている。全23事業所のうち21事業所が従業員4人以下の小規模事業所である。

## 交通
1964年（昭和39年）まで三重電気鉄道松阪線茶与町駅があった。
路線バス
- 茶与町バス停（三重交通松阪営業所管内）[23]
  - ■02系統 パークタウン学園前
  - ■02系統 松阪中央病院
  - ■02・11・12・14・52・54・55系統 松阪駅前
  - ■08系統 三重高校前
  - ■11系統 道の駅飯高駅
  - ■11・52系統 大石
  - ■12系統 スメール
  - ■14系統 柚原
  - ■52系統 山室口
  - ■52系統 相可高校前
  - ■54系統 三瀬谷
  - ■55系統 シャープ正門前

道路
- 国道42号

## 施設
1980年代には三交タクシーの営業所や三交百貨店の倉庫があった。
店・企業
- イナバヤ自転車店
- エンゼル商会（ペットショップ）
- 小掠塗装店 三重営業所
- 小津木材[24] - 設立は1954年（昭和29年）[24]。事業内容は「国産の檜の丸太から住宅部材を生産、販売」である[24]。
- 楠谷建具店
- 個別教室のトライ（個別指導塾）
- 内藤製餡所[25] - 1928年（昭和3年）創業[25]。
- 中北表具店
- 博栄堂
- 森川塗建 松阪支店
- モンドカフェ
- 安村たばこ店
- 米田食品包装

旅館・ホテル
- たつみビジネスホテル
- たつみ旅館

医療機関
- 奥山外科医院

宗教
- 天理教御与分教会

団体
- 田村のりひさ後援会事務所（政治団体）

## 出身・ゆかりのある人物
- 田村元（自民党衆議院議員）[26] - 労働大臣、運輸大臣、通産大臣、衆議院議長などを歴任した。住所が茶与町であった[26][27][28]。
- 田村憲久（自民党衆議院議員）[29] - 田村元の甥[29]。TBSアナウンサー田村真子の父。
- 田村秢（弁護士、衆議院議員） - 住所が茶与町[28]。

## その他

### 日本郵便
- 郵便番号 : 515-0077[5]（集配局：松阪郵便局[30]）。